# Levan Maghradze
Levan Maghradze (en géorgien : ლევან მაღრაძე) est un footballeur international géorgien né le 5 décembre 1977 à Tbilissi. 